# Liste der Sprachen Togos
Die Liste der Sprachen Togos führt alle in Togo vorkommenden Sprachen sowie deren alternative Bezeichnungen auf.
Die Zahl der in Togo gesprochenen Sprachen differiert von Quelle zu Quelle, was vor allem auf Schwierigkeiten zurückzuführen ist, gewisse Sprachen als eigenständige Sprache aufzuführen, sie bestimmten Sprachgruppen zuzuordnen oder unter einer Sprachfamilie als Dialekt zusammenzufassen.
Die folgende Aufstellung in alphabetischer Reihenfolge orientiert sich an der Webausgabe von Gordon, Raymond G., Jr. (ed.), 2005. Ethnologue: Languages of the World, Fifteenth edition. Dallas, Tex.: SIL International. Online-Version.
- Adangbe (auch: Adangme, Dangbe, Adantonwi, Agotime und Adan)
- Adele (auch: Gidire, Bidire, Bedere, Gadre), Dialekte: Ober Adele und Unter Adele.
- Aja, (auch Ajagbe, Adja), Dialekte: Dogo, Hwe (Ehoure), Tado (Stado, Sado, Tadou), Skipi, Tala.
- Akaselem (auch: Tchamba, Akasele, Kasele, Kamba, Chamba, Cemba)
- Akebu (auch: Akebou, Kebu, Kegberike, Kabu, Ekpeebhe)
- Akposo (auch: Kposo, Ikposo, Akposso), Dialekte: Amou Oblou, Ikponu, Iwi (Uwi), Litime (Badou), Logbo, Uma
- Anii (auch: Akpe, Gisida, Basila, Bassila, Baseca, Winji-Winji, Ounji-Ounji), Dialekte: Akpe, Balanke, Gikolodjya, Gilempla, Giseda, Gisème, Ananjubi (Anandjoobi)
- Anufo (auch: Chokosi, Chakosi, Kyokosi, Tchokossi, Tiokossi)
- Bago-Kusuntu (auch: Bago-Koussountou), Dialekte: Bago, Kusuntu.
- Bissa (auch: Bisa), Dialekte: Lebir (West Bisa), Baraka (Ost Bisa)
- Delo (auch: Ntrubo, Ntribu, Ntribou)
- Ditammari (auch: Tamari, Soma, Some, Somba, Tamberma), Dialekte: Ost Ditammari, West Ditammari (Tamberma).
- Ewe (auch: Eibe, Ebwe, Eve, Efe, Eue, Vhe, Gbe, Krepi, Krepe, Popo), Dialekte: Adan, Agu, Anglo (Anlo), Aveno, Be, Gbin, Ho, Kpelen, Togo, Vlin, Vo.
- Fon (auch: Fo, Fon-Gbe, Fonnu, Fogbe, Dahomeen, Djedji).
- Französische Sprache
- Langue des Signes Française
- Fulfulde, Borgu (auch: Peul, Fulbe, Fulani, Benin-Togo Fulfulde, Peulh), Dialekte: Atakora Fulfulde
- Gen (auch: Ge, Gen-Gbe, Mina-Gen, Mina, Popo, Guin, Gebe), Dialekte: Anexo, Gliji, Agoi, Gen
- Ginyanga (auch: Agnagan, Anyanga, Genyanga).
- Gourmantché (auch: Gourmantche, Gourma, Gurma, Migulimancema, Gulimancema)
- Ife (auch: Ana-Ifé, Ana, Baate, Ife), Dialekte: Tschetti, Djama, Dadja
- Ifo (auch: Ahlon, Achlo, Anlo, Ago, Ahlo, Ahonlan, Ahlon-Bogo)
- Kabiyé (auch: Kabire, Cabrai, Kabure, Kabye, Cabrais), Dialekte: Kewe, Kijang, Lama-Tissi, Boufale.
- Konkomba (auch: Likpakpaln, Kpankpam, Kom Komba), Dialekte: Lichabool-Nalong, Limonkpel, Linafiel, Likoonli, Ligbeln
- Kpessi (auch: Kpesi, Kpétsi)
- Lama (auch: Lamba, Losso), Dialekte: Kande (Kante), Kadjala (Kadjalla), Defale.
- Logba (auch: Lukpa, Logba, Legba, Lugba, Dompago).
- Mahi (auch: Gbe, Maxi, Maxi-Gbe)
- Manigri-Kambolé (auch: Edo Nago, Southwest Ede, Kambolé)
- Miyobe (auch: Soruba, Sorouba, Bijoba, Biyobe, Uyobe, Kyobe, Solamba, Sola, Solla).
- Moba (auch: Moab, Moare, Moa, Ben), Dialekte: Natchaba.
- Mòoré (auch: Moose, More, Mole, Mossi, Moshi), Dialekte: Yana (Yanga, Jan, Yaan, Yam, Jaan, Timbou)
- Nawdm (auch: Naudm, Nawdam, Naoudem)
- Ngangam (auch: Dye, Gangam, Gangum, Ngangan, Nbangam, Migangam, Mijiem), Dialekte: Motiem (Mogou), Koumongou.
- Ntcham (auch: Tobote, Ncham, Natchamba, Bassar, Bassari, Basari, Basar, Basare), Dialekte: Ncanm, Ntaapum, Ceemba, Lingangmanli
- Tem (auch: Kotokoli, Cotocoli, Tim, Timu, Temba, Timba)
- Xwla
- Waci (auch: Gbe, Waci; Ouatchu; Waci-Gbe; Wachi; Watyi)
- Wudu

## Sprachgruppen
- Kwa-Sprachen
- Gur-Sprachen
- Togo-Restsprachen